# American Academy of Forensic Sciences
 (avril 2023).
La mise en forme du texte ne suit pas les recommandations de Wikipédia : il faut le « wikifier ».
Les points d'amélioration suivants sont les cas les plus fréquents :
- Les titres sont pré-formatés par le logiciel. Ils ne sont ni en capitales, ni en gras.
- Le texte ne doit pas être écrit en capitales (les noms de famille non plus), ni en gras, ni en italique, ni en « petit »…
- Le gras n'est utilisé que pour surligner le titre de l'article dans l'introduction, une seule fois.
- L'italique est rarement utilisé : mots en langue étrangère, titres d'œuvres, noms de bateaux, etc.
- Les citations ne sont pas en italique mais en corps de texte normal. Elles sont entourées par des guillemets français : « et ».
- Les listes à puces sont à éviter, des paragraphes rédigés étant largement préférés. Les tableaux sont à réserver à la présentation de données structurées (résultats, etc.).
- Les appels de note de bas de page (petits chiffres en exposant, introduits par l'outil «  Source ») sont à placer entre la fin de phrase et le point final[comme ça].
- Les liens internes (vers d'autres articles de Wikipédia) sont à choisir avec parcimonie. Créez des liens vers des articles approfondissant le sujet. Les termes génériques sans rapport avec le sujet sont à éviter, ainsi que les répétitions de liens vers un même terme.
- Les liens externes sont à placer uniquement dans une section « Liens externes », à la fin de l'article. Ces liens sont à choisir avec parcimonie suivant les règles définies. Si un lien sert de source à l'article, son insertion dans le texte est à faire par les notes de bas de page.
- La présentation des références doit suivre les conventions bibliographiques. Il est recommandé d'utiliser les modèles {{Ouvrage}}, {{Chapitre}}, {{Article}}, {{Lien web}} et/ou {{Bibliographie}}. Le mode d'édition visuel peut mettre en forme automatiquement les références.
- Insérer une infobox (cadre d'informations à droite) n'est pas obligatoire pour parachever la mise en page.

Pour une aide détaillée, merci de consulter Aide:Wikification.
Si vous pensez que ces points ont été résolus, vous pouvez retirer ce bandeau et améliorer la mise en forme d'un autre article.

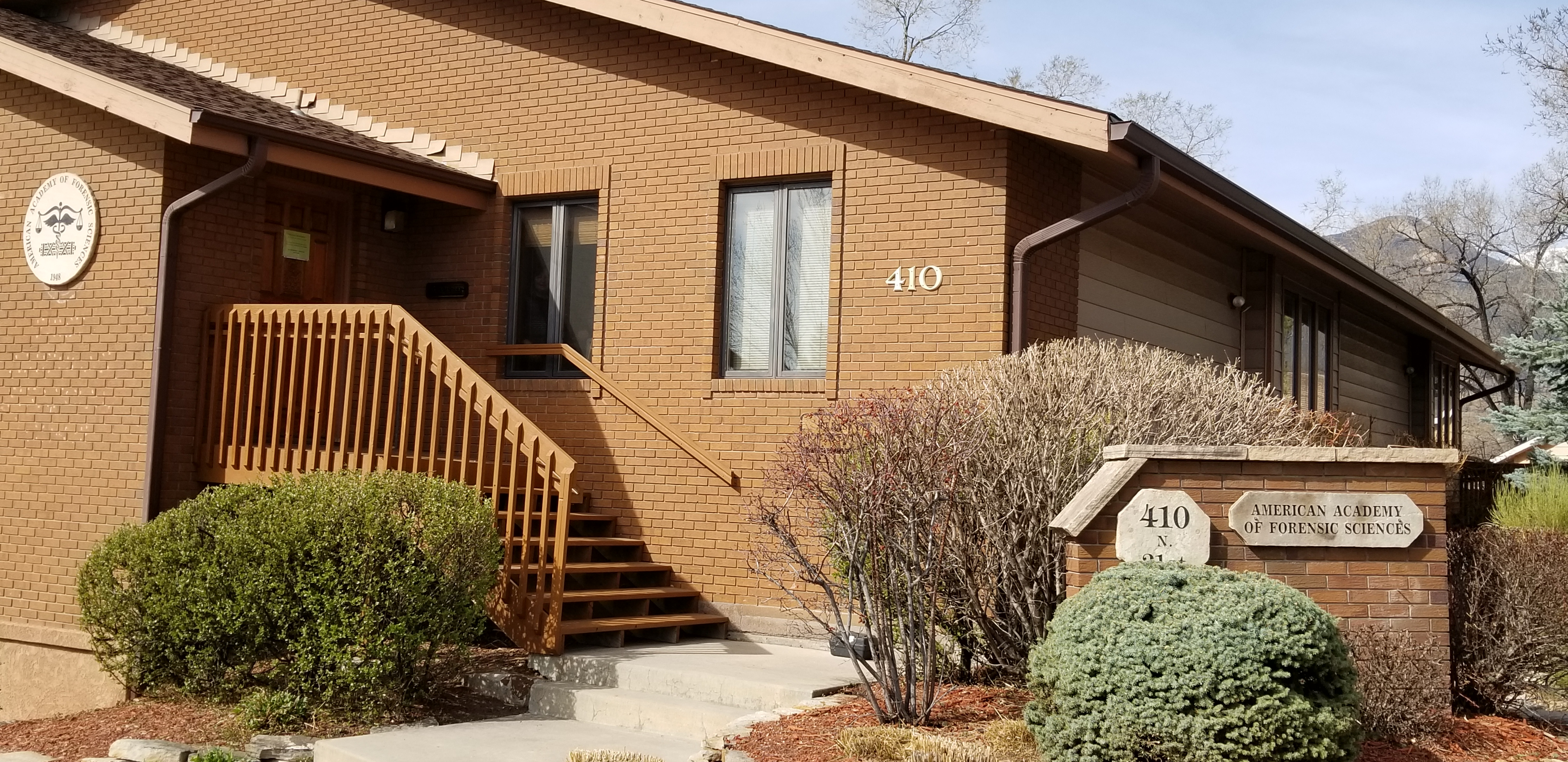
Quartier général de l’AAFS à Colorado Springs.

L’Académie Américaine des Sciences Forensiques (AASF) est une société pour les professionnels de la science forensique et a été créée en 1948. Elle est basée à Colorado Springs, Colorado, USA. L’AASF est une organisation professionnelle multidisciplinaire fournissant une supervision visant à faire avancer la science et son application au sein du système légal. Malgré son nom, l’AASF contient des membres de plus de 70 pays et son président actuel vient des Pays-Bas. Les objectifs de l’AASF sont la promotion du professionnalisme, de l’intégrité, de l’expertise, de l’éducation, l’accueil de la recherche, l’amélioration de la pratique et l’encouragement de la collaboration dans le domaine des sciences forensiques. L’AASF a établi plusieurs autres organisations pour faire avancer le professionnalisme au sein des sciences forensiques, dont la Commission d’Accréditation des Programmes d’Education en Sciences Forensiques (CAPESF) visant à accréditer les programmes d’éducation collégiaux en sciences forensiques et le Board de Standards Académiques (BSA) cherchant à développer et à promulguer des standards pour les domaines des sciences forensiques qui en manquent.
L’AASF a été consultée lors du développement de CSI: The Experience, une exposition itinérante explorant la science forensique et la technologie au sein de la police scientifique et inspirée par la série télévisée Les Experts. L’association est composée de différentes sections dans les branches de l’anthropologie, de la science forensique, des sciences digitales et multimédia, l'ingéniérie et les sciences appliquées, la jurisprudence, l’odontologie forensique, la pathologie et la biologie, la psychiatrie et les sciences comportementales, l’examen de documents et la toxicologie.

Le journal officiel de l’AASF est le Journal of Forensic Sciences (Journal des Sciences Forensiques ou JSF) publié par Wiley-Blackwell. La mission du JSF est de faire avancer la recherche en sciences forensiques, l’éducation et la pratique en publiant des manuscrits revus par des pairs de la plus haute qualité. Ces publications renforceront la fondation scientifique de la science forensique dans les domaines légaux et régulatrices dans le monde entier.

Aux dernières nouvelles, en février 2019, le président de l’AASF était le Dr. Zeno Geradts.